# Freier Beruf (Deutschland)
Ein freier Beruf oder Freiberuf ist ein selbständig ausgeübter wissenschaftlicher, künstlerischer, schriftstellerischer, unterrichtender oder erzieherischer Beruf. Eine freiberufliche Tätigkeit ist nach deutschem Recht kein Gewerbe und unterliegt daher weder der Gewerbeordnung noch der Gewerbesteuer. Legaldefinitionen finden sich im Einkommensteuergesetz und im Partnerschaftsgesellschaftsgesetz, die ungefähr gleichlautend folgende Berufe als freie Berufe definieren: Psychologe, Arzt, Zahnarzt, Tierarzt, Rechtsanwalt, Notar, Patentanwalt, Ingenieur, Architekt, Handelschemiker, Wirtschaftsprüfer, vereidigter Buchprüfer, Steuerberater, beratender Volks- und Betriebswirt, Hebamme, Heilmasseur, Krankengymnast (Physiotherapeut), Heilpraktiker, Journalist, Bildberichterstatter, Dolmetscher, Übersetzer, Lotse, Wissenschaftler, Künstler, Schriftsteller, Lektor, Lehrer und Erzieher.
Menschen, die freie Berufe ausüben, werden als Freiberufler bezeichnet. Die freien Berufe haben im Allgemeinen auf der Grundlage besonderer beruflicher Qualifikation oder schöpferischer Begabung die persönliche, eigenverantwortliche und fachlich unabhängige Erbringung von Dienstleistungen höherer Art im Interesse der Auftraggeber und der Allgemeinheit zum Inhalt.

## Überblick
In der Bundesrepublik Deutschland gibt es über 1,4 Millionen Freiberufler (Stand: 2020). Es gibt keine offizielle oder einheitliche Vertretung aller Freiberufler. Unter anderem gibt es für Belange von Freiberuflern auf Bundes- und europäischer Ebene den Bundesverband der Freien Berufe (BFB). Viele freiberufliche Tätigkeiten werden in Deutschland durch sogenannte Standesordnungen geregelt. Solche und andere Berufsgruppen sind auch in Standesvertretungen oder berufsständischen Körperschaften (Kammern) organisiert.
Die Freiberuflichkeit wird steuerrechtlich vom zuständigen Finanzamt nicht allein aufgrund einer Berufsbezeichnung anerkannt, sondern hängt im Einzelfall von weiteren Kriterien ab, siehe Abschnitte Abgrenzung zur gewerblichen Tätigkeit und Charakter der freien Berufe. Während freiberufliches Standesrecht auch für Kapitalgesellschaften gelten kann, unterliegen Kapitalgesellschaften steuerrechtlich immer der Gewerbesteuer.
Zu unterscheiden ist der Begriff „Freiberufler“ vom Begriff „Freier Mitarbeiter“. Letzterer bezieht sich auf die Art des Beschäftigungsverhältnisses (in Abgrenzung zum Arbeitnehmer), hat aber nichts damit zu tun, ob die Tätigkeit gewerblich oder freiberuflich ist. Die Bezeichnung „Freiberufler“ bezieht sich hingegen immer auf selbständig tätige Angehörige bestimmter Berufe, also z. B. Architekten, Ärzte und Rechtsanwälte. Tätigkeiten, die nicht zu den im Gesetz aufgezählten Berufen gehören oder als ähnlich anerkannt sind, sind nicht freiberuflich. Dazu gehören z. B. die Ausübung eines Gewerbes, der Betrieb einer Land- oder Forstwirtschaft und die Verwaltung eigenen Vermögens.

## Steuerliche Behandlung
Freiberufler sind nicht gewerbesteuerpflichtig, da sie kein gewerbliches Unternehmen betreiben § 2 GewStG. Sie unterliegen mit ihren Umsätzen jedoch regelmäßig der Umsatzsteuer (allerdings sind bestimmte Leistungen der Humanmedizin, für Bildung und Kultur usw. umsatzsteuerfrei). Freiberufler können ihren Gewinn unabhängig von der Höhe mittels Einnahmenüberschussrechnung ermitteln und müssen keine handelsrechtlichen Bilanzen erstellen.

## Definition
§ 18 EStG definiert Freiberuflichkeit allgemein als selbständig ausgeübte wissenschaftliche, künstlerische, schriftstellerische, unterrichtende oder erzieherische Tätigkeit. Zusätzlich enthält die Vorschrift eine Aufzählung von Berufen (Katalogberufe, s. Einleitung), deren selbständige und eigenverantwortliche Ausübung stets freiberuflich ist.

### Wissenschaftliche, künstlerische, schriftstellerische, unterrichtende oder erzieherische Tätigkeit
Das Gesetz enthält hierzu keine weiteren Abgrenzungsmerkmale, sodass sich die Abgrenzung nach der Rechtsprechung des Bundesfinanzhofes richtet. Die Tätigkeit eines Wissenschaftlers ist auf neue Erkenntnisse gemäß wissenschaftlicher Grundsätze gerichtet. Zu den künstlerischen Tätigkeiten können auch Arbeiten mit praktischem Gebrauchszweck gehören, wenn die Arbeiten eine künstlerische Gestaltungshöhe erreichen. Eine schriftstellerische Tätigkeit setzt keinen künstlerischen oder wissenschaftlichen Inhalt voraus. Auch das Verfassen von technischen Dokumentationen kann schriftstellerisch sein. Zu den unterrichtenden oder erzieherischen Freiberuflern gehören typischerweise die selbständigen Dozenten, Erzieher, Lehrer (auch etwa Musiklehrer), Tagesmütter und Sozialpädagogen.

### Ähnliche Berufe
Auch ein den Katalogberufen ähnlicher Beruf kann freiberuflich sein. Die Rechtsprechung hat die Ähnlichkeit zu den oben genannten Katalogberufen für viele Berufsgruppen anerkannt. Bei Ausübung eines ähnlichen Berufes ist jedoch stets im Einzelfall zu prüfen, ob die Tätigkeit tatsächlich einem Katalogberuf vergleichbar ist.
Ein typisches Abgrenzungsproblem zeigt der Beruf des Programmierers. Der Bundesfinanzhof hat entschieden, dass Programmierer – ähnlich einem Ingenieur – freiberuflich tätig sein können, solange sie keine Trivialsoftware herstellen. Die früher maßgebliche Trennung zwischen Systemsoftware und Anwendungssoftware wurde aufgegeben. Auch künftig ist nicht jede Tätigkeit im Bereich der Entwicklung von Anwendersoftware als freiberufliche Tätigkeit zu beurteilen. Diese setzt vielmehr die Entwicklung qualifizierter Software durch eine klassische ingenieurmäßige Vorgehensweise (Planung, Konstruktion, Überwachung) voraus sowie eine Ausbildung, die der eines Ingenieurs zumindest vergleichbar ist. Allein die Ausübung der Tätigkeit ohne breit fundierte Wissensbasis reicht für die Annahme freiberuflicher Tätigkeit im Bereich der „ähnlichen“ Berufe nicht aus. Weist z. B. ein Steuerpflichtiger, der über keinen Abschluss an einer Hochschule verfügt und auf dem Gebiet der Qualitätssicherung selbständig tätig ist, nicht nach, dass er in Breite und Tiefe das Wissen eines Diplom-Ingenieurs hat, ist er gewerblich tätig. Selbst vertiefte Kenntnisse auf einem Teilgebiet des Fachstudiums genügen dem Anforderungsniveau freiberuflicher Tätigkeit nicht. Zur Begründung verweist der BFH darauf, dass die „Vergleichsberufe“ ausübenden Personen gemäß § 18 Abs. 1 Satz 2 EStG zum Erwerb ihrer tiefen und breit angelegten Kenntnisse eine längere Ausbildungszeit auf sich nehmen mussten.
Ähnliche Berufe können sein:
| |
| In den beratenden und begutachtenden Berufen - Unternehmensberater - Sachverständiger für betriebswirtschaftliche Bewertungen (bspw. Unternehmensbewertung) - Certified Public Accountant In den Heilberufen - Apotheker, die keine Apotheke betreiben - Psychologe, Psychologischer Psychotherapeut, Kinder- und Jugendlichenpsychotherapeut In den Medizinalfachberufen - Altenpfleger - Diätassistent - Ergotherapeut - Hebamme - Logopäde - Masseur - Podologe In den technischen und wissenschaftlichen Berufen - Historiker - Informatiker - Restaurator mit Hochschulabschluss, aber auch für Restaurator im Handwerk z. B. aus Raesfeld oder auch für Absolventen des „Europäischen Zentrums Venedig für die Berufe in der Denkmalpflege“ auf San Servolo - Kunstschmied - Stadtplaner |

### Charakter der freien Berufe
Bei Ausübung eines freien Berufs muss der persönliche Arbeitseinsatz gegenüber dem Einsatz von Kapital eine besondere Rolle spielen. Ein Angehöriger eines freien Berufs bleibt aber auch dann freiberuflich tätig, wenn er sich der Hilfe fachlich vorgebildeter Arbeitskräfte bedient. Voraussetzung ist, dass er aufgrund eigener Fachkenntnisse leitend und eigenverantwortlich tätig wird. Eine Vertretung im Fall vorübergehender Verhinderung steht der Annahme einer leitenden und eigenverantwortlichen Tätigkeit nicht entgegen.

### Abgrenzung zur gewerblichen Tätigkeit
Jede selbständig, nachhaltig und mit Gewinnerzielungsabsicht ausgeübte Tätigkeit, die nach den oben beschriebenen Kriterien nicht zu den freiberuflichen Tätigkeiten gehört und auch nicht den sonstigen selbständigen Tätigkeiten (bspw. Testamentsvollstreckung, Aufsichtsratstätigkeit), den Einkünften aus Land- und Forstwirtschaft und der privaten Vermögensverwaltung zuzurechnen ist, gehört im Umkehrschluss zu den gewerblichen Tätigkeiten.
Dies gilt insbesondere für Verkäufe, was in der Praxis ein häufiges Problem darstellt: Die Freiberuflichkeit kann aufgrund der Infektionstheorie steuerrechtlich insgesamt erlöschen, wenn teilweise auch gewerbliche Umsätze erzielt werden (Beispiel: Tierarztpraxisgemeinschaft verkauft auch Tierarzneimittel). Die Rechtsfolgen können vermieden werden, indem die gewerblichen Umsätze in einer separaten Gesellschaft erzielt werden.

## Freiberuflervisum für Ausländer
Ausländer können in Deutschland freiberuflich tätig werden. Wenn sie keine Staatsbürger oder ständigen Einwohner Deutschlands, der Europäischen Union, Islands, Liechtensteins, Norwegens oder der Schweiz sind, benötigen sie ein deutsches Freiberuflervisum.
Das Visum für Freiberufler kann bei einer deutschen Botschaft oder einem Konsulat vor Ort beantragt werden. Die erforderlichen Unterlagen sind:
- Visumantragsformular
- Bestätigung des Bildungsniveaus (Diplome, Zeugnisse etc.)
- Gültiger nationaler Reisepass
- Zwei aktuelle Fotos gemäß den Anforderungen
- Krankenversicherung
- Zahlung der Visumantragsgebühr
- Kundennachweise in Deutschland: Absichtserklärungen, Anfragen, Kooperationsangebote

Ein Freelancer-Visum kann in eine Aufenthaltserlaubnis umgewandelt werden. Nach 3 Jahren Aufenthaltserlaubnis zur freiberuflichen Tätigkeit kann diese in eine Niederlassungserlaubnis umgewandelt werden. Dies kann nur geschehen, wenn sich der Freiberufler für die Gründung eines Einzelhandels- oder Handwerksbetriebes entscheidet.

## Wirtschaftliche Bedeutung der freien Berufe
In Deutschland gibt es derzeit etwa eine Million Freiberufler (von insgesamt 42 Mio. Erwerbstätigen, davon 4,5 Millionen Selbständige), von denen ca. 906.000 selbständig sind. Diese beschäftigen rund 2,9 Millionen Mitarbeiter und 136.000 Auszubildende (BFB-Angaben, Stand: 1. März 2009) und erwirtschaften etwa 9 % des Bruttoinlandsprodukts. Die wirtschaftliche Bedeutung ist mit der des Handwerks oder der anderer Sektoren des Mittelstandes vergleichbar. Es gibt innerhalb des Bundesministeriums für Wirtschaft und Klimaschutz ein eigenes wirtschaftspolitisches Referat für die Freien Berufe.

## Zusammenschluss von Freiberuflern
Die übliche Form der Zusammenarbeit ist die Personengesellschaft, meist in Form einer Gesellschaft bürgerlichen Rechts (GbR) nach §§ 705 ff. BGB.
Seit 1994 gibt es die Partnerschaftsgesellschaft nach dem PartGG. Die Partnerschaft ist eine Gesellschaft, in der sich Angehörige freier Berufe zur Ausübung ihrer Berufe zusammenschließen. Angehörige einer Partnerschaft können nur natürliche Personen sein. Die Partnerschaftsgesellschaft (PartG) haftet für ihre gemeinschaftlichen Aktivitäten mit ihrem Geschäftsvermögen und dem Privatvermögen der Gesellschafter; die Haftung für Fehler im Rahmen der Berufsausübung ist auf den Verursacher beschränkt. Damit soll vermieden werden, dass z. B. Ärzte in einer Gemeinschaftspraxis für eventuelle Kunstfehler eines Kollegen haften, obwohl sie mit dessen Operation nichts zu tun hatten. Die PartG wird in das Partnerschaftsregister eingetragen und ist rechtsfähig. Noch weitergehende Haftungsbeschränkungen ermöglicht mittlerweile die Partnerschaftsgesellschaft mit beschränkter Berufshaftung (PartGmbB) als Sonderform der PartG.
Die traditionelle Bezeichnung eines Zusammenschlusses von Rechtsanwälten (und teilweise auch anderen Freiberuflern) ist Sozietät, die sowohl eine GbR als auch eine Partnerschaftsgesellschaft sein kann.
Eine andere Form der Zusammenarbeit von Freiberuflern bietet die Genossenschaft. Insbesondere Dienstleistungsgenossenschaften bieten Freiberuflern vielfältige Vorteile. Jeder Freiberufler bleibt wirtschaftlich und juristisch selbständig und die Genossenschaft arbeitet ihren Mitgliedern wirtschaftlich zu. Beispiele sind Datev oder die IT-Dienstleistungsgenossenschaft JARIVA.
Eine reine Bürogemeinschaft stellt keinen Zusammenschluss dar.

## Gebührenordnungen
Die Vergütungen für einige freiberufliche Tätigkeiten sind in Gebührenordnungen festgelegt, die als Gesetze oder als Verordnungen der Verwaltungsbehörde erlassen werden. Dadurch soll Willkür bei der Rechnungslegung, aber auch ruinöser Wettbewerb der Freiberufler untereinander vermieden werden. Beispiele sind die Gebührenordnung für Ärzte, das Rechtsanwaltsvergütungsgesetz und die Steuerberatervergütungsverordnung.